# 約斯登河堤

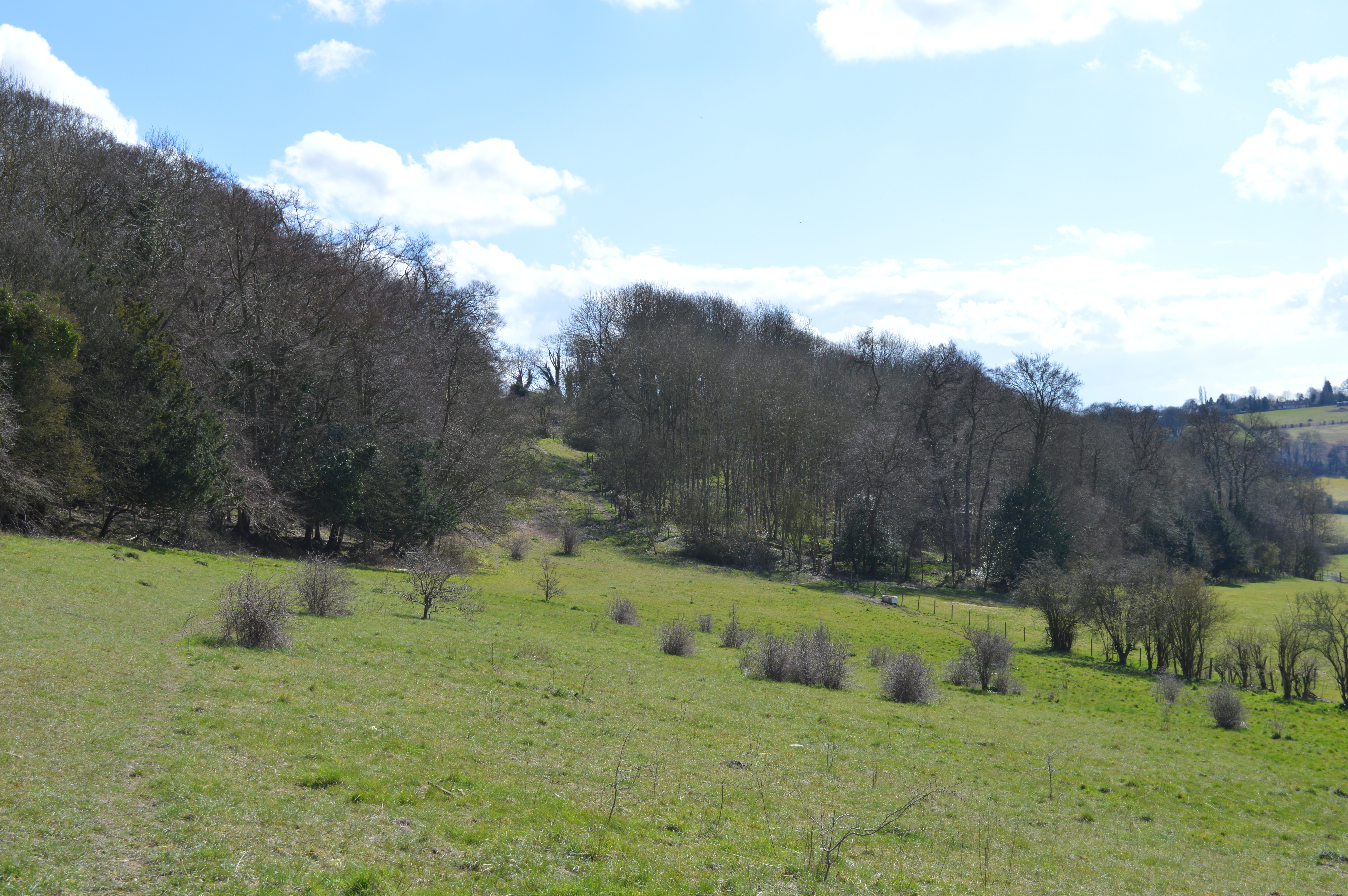
約斯登河堤

約斯登（Yoesden或Yoesden Bank）是位于英國英格蘭白金汉郡布莱德洛岭奇爾特恩丘陵的一个13公顷的自然保护区。它是由伯克希尔、白金汉郡和牛津郡野生动物基金會管理。 
该地有林地和草地。草地上有许多种蝴蝶，包括三种比較罕見的物种。常见的植物有紫斑掌裂兰和手参。林地上的動物則有大斑啄木鸟和红鸢，植物有山毛榉和紫杉。   